# Gaylussita
La gaylussita és un mineral de la classe dels carbonats. Rep el seu nom del químic i físic francès Joseph-Louis Gay-Lussac (1778-1850). Va ser descrita per primera vegada l'any 1826 després de ser trobada a Lagunilla, Veneçuela.

## Característiques
La gaylussita és un carbonat hidratat de sodi i calci, de fórmula Na₂Ca(CO₃)₂(H₂O)₅. Cristal·litza en el sistema monoclínic i es troba en forma de cristalls prismàtics tabulars, tot i que també pot trobar-se de manera granular. És un mineral de transparència translúcida, i de color blanc vitri a gris. És un mineral molt inestable, eflorescent, que es deshidrata en l'aire sec i es descompon en l'aigua. La seva duresa a l'escala de Mohs és de 2,5, i la seva fractura és concoidal.
Segons la classificació de Nickel-Strunz, la gaylussita pertany a «05.CB - Carbonats sense anions addicionals, amb H₂O, amb cations grans (carbonats alcalins i alcalinoterris)» juntament amb els següents minerals: termonatrita, natró, trona, monohidrocalcita, ikaïta, pirssonita, calconatronita, baylissita i tuliokita.

## Formació
Es forma com una evaporita d'aigües lacustres alcalines. També es troba rarament en petits filons en roques ígnies alcalines. La gaylussita es troba associada a altres minerals com la trona, la termonatrita, la pirssonita, el natró, la calcita i el bòrax.